# Vela nos Jogos Pan-Americanos de 2023 - Lightning
A classe Lightning da vela nos Jogos Pan-Americanos de 2023 foi disputada entre 30 de outubro e 4 de novembro de 2023 na Confraria Náutica do Pacífico, em Algarrobo. Um total de 24 velejadores de 8 Comitês Olímpicos Nacionais (CON) participaram do evento.

## Calendário
Horário local (UTC−3).
| Data          | Hora  | Fase             |
| ------------- | ----- | ---------------- |
| 30 de outubro | 12:07 | Regatas 1, 2 e 3 |
| 31 de outubro | 13:00 | Regatas 4, 5 e 6 |
| 2 de novembro | 15:22 | Regatas 7 e 8    |
| 3 de novembro | 13:00 | Regatas 9 e 10   |
| 4 de novembro | 14:00 | Medal Race       |

## Medalhistas
|  | USA Estados Unidos                              |  | CHI Chile                                |  | ARG Argentina                                   |
|  | Allan Terhune Jr. Madeline Baldridge Sarah Chin |  | Pedro Robles Paula Hermán Carmina Malsch |  | Javier Conte María Trinidad Silva Martina Silva |

## Resultados
Estes foram os resultados obtidos da competição, com os descartes entre parênteses:
| Pos.              | Velejadores                                           | CON                | Regata | Regata | Regata | Regata | Regata | Regata | Regata  | Regata | Regata | Regata | Regata | Pts. Tot. | Pts. Net |
| Pos.              | Velejadores                                           | CON                | 1      | 2      | 3      | 4      | 5      | 6      | 7       | 8      | 9      | 10     | M      | Pts. Tot. | Pts. Net |
| ----------------- | ----------------------------------------------------- | ------------------ | ------ | ------ | ------ | ------ | ------ | ------ | ------- | ------ | ------ | ------ | ------ | --------- | -------- |
| Medalha de ouro   | Allan Terhune Jr. Madeline Baldridge Sarah Chin       | USA Estados Unidos | 2      | 1      | 2      | 1      | 1      | 2      | 1       | 3      | 1      | 1      | 2      | 17        | 14       |
| Medalha de prata  | Pedro Robles Paula Hermán Carmina Malsch              | CHI Chile          | 3      | 3      | 1      | 3      | 3      | 1      | 3       | (5)    | 3      | 3      | 4      | 32        | 27       |
| Medalha de bronze | Javier Conte María Trinidad Silva Martina Silva       | ARG Argentina      | 1      | 4      | (6)    | 5      | 4      | 3      | 2       | 2      | 2      | 4      | 6      | 39        | 33       |
| 4                 | Luke Ramsay Rachel Green Jessica Hirschbold           | CAN Canadá         | 6      | 2      | 3      | 2      | 2      | 5      | (9) DSQ | 1      | 4      | 6      | 8      | 48        | 39       |
| 5                 | Juan Daniel Mendoza Claudia Gavino María Gracia Vegas | PER Peru           | 5      | 5      | 4      | (7)    | 5      | 7      | 4       | 7      | 7      | 2      | 10     | 63        | 56       |
| 6                 | Jonathan Martinetti Alisson Haon Moira Padilla        | ECU Equador        | 4      | (7)    | 5      | 4      | 7      | 4      | 6       | 6      | 6      | 7      | —      | 56        | 49       |
| 7                 | Thomas Sumner Larissa Juk Ana Barbachan               | BRA Brasil         | (7)    | 6      | 7      | 6      | 6      | 6      | 5       | 4      | 5      | 5      | —      | 57        | 50       |
| 8                 | Yamil Saba Dismary Bonillo Andrea Saba                | COL Colômbia       | (8)    | 8      | 8      | 8      | 8      | 8      | 7       | 8      | 8      | 8      | —      | 79        | 71       |

Legenda
| - DSQ = Desclassificação; - DNE = Desclassificação não descartável; - DNF = Não cruzou a linha de chegada; | - DNC = Não compareceu na área de largada; - DNS = Não largou; - STP = Penalidade padrão; | - UFD = Desclassificação por bandeira "U"; - BFD = Desclassificação por bandeira preta; - OCS = Queima de largada. |